# 킨기셉스키군

킨기셉스키군의 위치

 킨기셉스키군(러시아어: Кингисе́ппский райо́н)은 러시아 레닌그라드주를 구성하는 17개 군 가운데 하나로 행정 중심지는 킨기세프이며 면적은 2,908km2, 인구는 19,836명(2010년 기준), 인구 밀도는 6.8명/km2이다. 레닌그라드주 서부에 위치하며 서쪽으로는 에스토니아 이다비루주, 북쪽으로는 핀란드만, 남쪽으로는 슬란쳅스키군, 동쪽으로는 볼로솝스키군, 로모노솝스키군과 접한다.

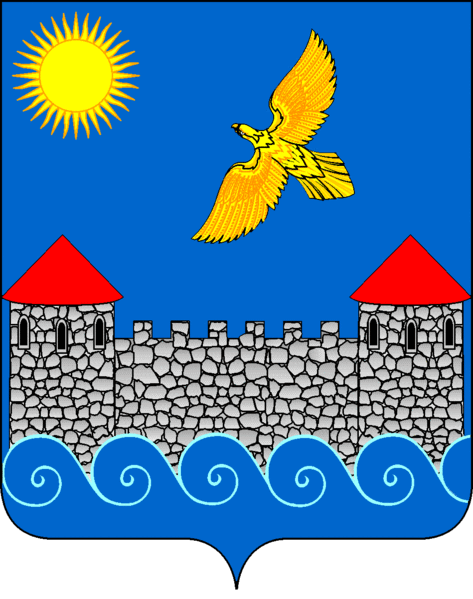
군 문장